# Kluczewo (Stargard)
Kluczewo (niem. Klützow) – dzielnica Stargardu.
Położone ok. 4 km od centrum miasta, nad Małą Iną, przy drodze wojewódzkiej nr 106, drodze ekspresowej S10 oraz linii kolejowej nr 411 (Stargard–Kostrzyn nad Odrą).
Do 1959 roku wieś, W latach 1954–1959 wieś należała i była siedzibą władz gromady Kluczewo, zniesionej w związku z przekształceniem w osiedle, które w 1962 r. włączono do miasta Stargard Szczeciński.
W skład Kluczewa wchodzi także Lotnisko Kluczewo, założone przez Niemców w czasie II wojny światowej, w latach 1945–1992 stacjonowały tam wojska Armii Czerwonej. W roku 1993 lotnisko oraz okoliczne wsie (Burzykowo i Słotnica) przyłączono do miasta.
Na terenie Kluczewa działa uruchomiona w 1884 cukrownia Kluczewo (jedyna w województwie) oraz młyn. Po likwidacji istniejących tam wcześniej firm państwowych powstały: Papirus II, Eko III, Granitex, Emulex, Polski Asfalt, oraz niedawno wybudowana na terenie Regionalnego Stargardzkiego Parku Wysokich Technologii fabryka opon do samochodów ciężarowych Bridgestone oraz fabryka fińskiej firmy Cargotec – producenta maszyn, dźwigów i podnośników. Planowana jest budowa fabryki komponentów do silników Diesla oraz silników gazowych koncernu MTU.
Najważniejszym zabytkiem Kluczewa jest XV-wieczny kościół Świętego  Krzyża, zbudowany z kamieni polnych i cegieł, wzorowany na Kościele Mariackim w Stargardzie. Ponadto można zobaczyć XIX-wieczny zespół pałacowy wraz z parkiem oraz nieliczne zabudowania z XIX wieku.
We wschodniej części Kluczewa znajduje się stary cmentarz (ponadto do dziś funkcjonuje drugi – Cmentarz Komunalny w Kluczewie). Nazwa Kluczewo pochodzi najprawdopodobniej od apelatywu Klucz – tereny podmokłe, bagniste.